# Agustín de Gorrichátegui
Agustín de Gorrichátegui (Panamá, 14 de octubre de 1716 - Urubamba, 28 de octubre de 1776) fue un religioso criollo hispanoamericano. Teólogo, educador y orador, llegó a ser obispo del Cuzco.

## Biografía
Hijo de Manuel de Gorrichátegui y Lucía Gómez García. Llegó a América en 1733, acompañando a la familia de Francisco Antonio de Escandón, que había sido nombrado arzobispo de Lima, entonces capital del Virreinato del Perú. En dicha ciudad estudió en el Real Colegio de San Martín, donde destacó en ciencias sagradas y literatura eclesiástica.   Luego ingresó a la Universidad de San Marcos, donde se graduó de doctor en Teología. Por su dominio del idioma quechua, fue nombrado párroco de San Mateo y luego de Hatun Jauja, en la sierra central peruana. Cuando el arzobispo de Lima Diego del Corro falleció en Jauja, Gorrichátegui se encargó de trasladar sus restos a Lima (1761).
Nuevamente en Lima, asumió el rectorado del Seminario Conciliar de Santo Toribio, donde organizó la enseñanza y fomentó el estudio de las ciencias eclesiásticas (1761-1771). Fue admitido en el Cabildo Metropolitano, en calidad de canónigo magistral. Llegó a la dignidad de tesorero. Fue también examinador sinodal del arzobispado.
En 1769 fue preconizado para ocupar la vacante sede obispal de Cuzco. Recibidas las bulas respectivas, el propio arzobispo de Lima Diego Antonio de Parada lo consagró el 6 de octubre de 1771, con la presencia de cuatro obispos que habían llegado a Lima con motivo de la realización del 6.º Concilio Provincial Limense. Él mismo asistió a dicho concilio, antes de partir a su sede.
Su gobierno episcopal en el Cuzco duró apenas cinco años. Observó "una conducta muy digna por su circunspección y desinterés” (Mendiburu, 1933); todas sus rentas las daba íntegras a los pobres y rechazó siempre cualquier obsequio. Cuando el 22 de octubre de 1776 estalló en el pueblo de Urubamba una revuelta contra los abusos del corregidor, Gorrichátegui se dirigió personalmente para calmar los ánimos de la población. Logró su objetivo y solicitó al virrey Manuel de Guirior el indulto y olvido del suceso. Pero tanta alteración debió causarle el hecho, que falleció a los pocos días, cuando contaba con 60 años de edad.
Durante sus exequias,  José Manuel Bermúdez pronunció en su memoria una Oración fúnebre. Su cuerpo fue enterrado en la cripta de la Catedral del Cuzco.

## Publicación
- Oración fúnebre en las reales exequias que se hicieron en la Santa Iglesia Metropolitana de Lima a la Sereníssima Señora Doña María Amalia de Sajonia, reyna de España y de las Indias (1761).[2]